# Orientierungslauf-Europameisterschaften 2002
Die 4. Orientierungslauf-Europameisterschaften, die 2. seit der Wiedereinführung des Wettbewerbs im Jahr 2000, fanden vom 25. September bis 30. September 2002 in der Gegend um Sümeg (Komitat Veszprém) in Ungarn statt.
Es gab erstmals acht Wettbewerbe: je ein Sprint-, Mittel- und ein Langdistanzwettbewerb für Männer und Frauen sowie eine Männer- und eine Frauenstaffel.

## Zeitplan
- 25. September 2002: Entscheidung Mitteldistanz
- 26. September 2002: Entscheidung Staffel
- 28. September 2002: Entscheidung Sprint
- 30. September 2002: Entscheidung Langdistanz

## Herren

### Sprint
| Platz | Land | Athlet                | Zeit        |
| ----- | ---- | --------------------- | ----------- |
| 1     | SWE  | Emil Wingstedt        | 13:26,1 min |
| 2     | SWE  | Håkan Petersson       | 13:33,9 min |
| 3     | UKR  | Juri Omeltschenko     | 13:37,8 min |
| 4     | GBR  | David Brickhill-Jones | 13:38,0 min |
| 5     | RUS  | Mikhail Mamleev       | 13:39,5 min |
| 6     | GBR  | Jamie Stevenson       | 13:40,3 min |
| 7     | HUN  | Gábor Domonyik        | 13:40,6 min |
| 8     | NOR  | Tore Sandvik          | 13:49,1 min |

Sprint: 28. September 2002

Titelverteidiger: (neuer Wettbewerb)

Länge: 3,2 km

Posten: 10

### Mitteldistanz
| Platz | Land | Athlet            | Zeit      |
| ----- | ---- | ----------------- | --------- |
| 1     | RUS  | Mikhail Mamleev   | 24:49 min |
| 2     | UKR  | Juri Omeltschenko | 25:26 min |
| 3     | GBR  | Jamie Stevenson   | 25:56 min |
| 4     | AUS  | Troy de Haas      | 26:01 min |
| 5     | SWE  | Emil Wingstedt    | 26:02 min |
| 6     | RUS  | Roman Efimow      | 26:44 min |
| 7     | NOR  | Holger Hott       | 26:47 min |
| 8     | FRA  | Thierry Gueorgiou | 26:53 min |

Mitteldistanz: 25. September 2002

Titelverteidiger:  Walentin Nowikow

Länge: 5,4 km

Posten: 15

### Langdistanz
| Platz | Land | Athlet            | Zeit      |
| ----- | ---- | ----------------- | --------- |
| 1     | SUI  | Thomas Bührer     | 1:21:18 h |
| 2     | NOR  | Bjørnar Valstad   | 1:22:20 h |
|       | SWE  | Emil Wingstedt    | 1:22:20 h |
| 4     | FIN  | Mats Haldin       | 1:22:52 h |
| 5     | UKR  | Juri Omeltschenko | 1:23:01 h |
| 6     | SWE  | Fredrik Löwegren  | 1:23:21 h |
| 7     | SWE  | Thomas Asp        | 1:23:44 h |
| 8     | FIN  | Jani Lakanen      | 1:23:46 h |

Langdistanz: 30. September 2002

Titelverteidiger:  Walentin Nowikow

Länge: 12,4 km

Posten: 23

### Staffel
| Platz | Land | Athleten                                     | Zeit      |
| ----- | ---- | -------------------------------------------- | --------- |
| 1     | FIN  | Jani Lakanen Pasi Ikonen Mats Haldin         | 2:14:58 h |
| 2     | SWE  | Johan Näsman Fredrik Löwegren Emil Wingstedt | 2:18:28 h |
| 3     | DEN  | Mikkel Lund René Rokkjær Carsten Jørgensen   | 2:18:39 h |
| 4     | NOR  | Tore Sandvik Bjørnar Valstad Holger Hott     | 2:18:53 h |
| 5     | SUI  | Urs Müller Daniel Hotz Thomas Bührer         | 2:18:59 h |
| 6     | RUS  | Jegor Kostylew Roman Efimow Michail Mamlejew | 2:19:38 h |
| 7     | SVK  | Jozef Wallner Lukas Bartak Marián Dávidík    | 2:19:48 h |
| 8     | AUS  | Troy de Haas Rob Walter Grant Bluett         | 2:21:18 h |

Staffel: 26. September 2002

Titelverteidiger:  Matthias Niggli, Christoph Plattner, Thomas Bührer

## Damen

### Sprint
| Platz | Land | Athletin               | Zeit        |
| ----- | ---- | ---------------------- | ----------- |
| 1     | SUI  | Vroni König-Salmi      | 13:53,1 min |
| 2     | NOR  | Elisabeth Ingvaldsen   | 14:02,7 min |
| 3     | NOR  | Anne Margrethe Hausken | 14:11,3 min |
| 4     | GBR  | Heather Monro          | 14:20,0 min |
| 5     | AUT  | Lucie Rothauer         | 14:22,9 min |
|       | SWE  | Karin Hellman          | 14:22,9 min |
| 7     | SWE  | Katarina Allberg       | 14:24,5 min |
| 8     | SUI  | Brigitte Wolf          | 14:32,0 min |

Sprint: 28. September 2002

Titelverteidigerin: (neuer Wettbewerb)

Länge: 2,85 km

Posten: 11

### Mitteldistanz
| Platz | Land | Athletin               | Zeit      |
| ----- | ---- | ---------------------- | --------- |
| 1     | SWE  | Gunilla Svärd          | 26:02 min |
| 2     | SUI  | Brigitte Wolf          | 26:25 min |
| 3     | NOR  | Birgitte Husebye       | 26:35 min |
| 4     | NOR  | Elisabeth Ingvaldsen   | 26:40 min |
| 5     | SUI  | Vroni König-Salmi      | 27:06 min |
| 6     | NOR  | Anne Margrethe Hausken | 27:07 min |
| 7     | SUI  | Simone Luder           | 27:16 min |
| 8     | FIN  | Paula Haapakoski       | 27:19 min |

Mitteldistanz: 25. September 2002

Titelverteidigerin:  Jenny Johansson

Länge:4,5 km

Posten: 13

### Langdistanz
| Platz | Land | Athletin          | Zeit      |
| ----- | ---- | ----------------- | --------- |
| 1     | SUI  | Simone Luder      | 52:01 min |
| 2     | NOR  | Hanne Staff       | 53:16 min |
| 3     | NOR  | Birgitte Husebye  | 55:06 min |
| 4     | SUI  | Brigitte Wolf     | 55:30 min |
| 5     | GBR  | Heather Monro     | 55:39 min |
| 6     | SUI  | Vroni König-Salmi | 55:46 min |
| 7     | RUS  | Tatjana Rjabkina  | 56:16 min |
| 8     | SWE  | Karin Hellman     | 56:22 min |

Langdistanz: 30. September 2002

Titelverteidigerin:  Hanne Staff

Länge: 6,7 km

Posten: 17

### Staffel
| Platz | Land | Athletinnen                                                 | Zeit      |
| ----- | ---- | ----------------------------------------------------------- | --------- |
| 1     | NOR  | Elisabeth Ingvaldsen Birgitte Husebye Hanne Staff           | 1:52:48 h |
| 2     | SUI  | Brigitte Wolf Vroni König-Salmi Simone Luder                | 1:55:08 h |
| 3     | LTU  | Giedre Voveriene Vilma Rudzenskaite Ieva Sargautyte         | 1:55:17 h |
| 4     | SWE  | Emma Engstrand Katarina Allberg Gunilla Svärd               | 1:55:44 h |
| 5     | FIN  | Satu Vesalainen Paula Haapakoski Yvonne Gunell              | 2:00:11 h |
| 6     | POL  | Monika Depta Anna Górnicka-Antonowicz Barbara Bączek-Motała | 2:02:10 h |
| 7     | GER  | Elisa Dresen Luise Kärger Karin Schmalfeld                  | 2:03:42 h |
| 8     | ROU  | Veronica Minoiu Agnes Simon Zsuzsa Fey                      | 2:03:42 h |

Sprint: 26. September 2002

Titelverteidigerinnen:  Elisabeth Ingvaldsen, Birgitte Husebye, Hanne Staff

## Medaillenspiegel
| Platz | Land                   | Gold | Silber | Bronze | Gesamt |
| ----- | ---------------------- | ---- | ------ | ------ | ------ |
| 1     | Schweiz                | 3    | 2      | -      | 5      |
| 2     | Schweden               | 2    | 3      | -      | 5      |
| 3     | Norwegen               | 1    | 4      | 2      | 7      |
| 4     | Finnland               | 1    | -      | -      | 1      |
|       | Russland               | 1    | -      | -      | 1      |
| 6     | Ukraine                | -    | 1      | 1      | 2      |
| 7     | Vereinigtes Königreich | -    | -      | 1      | 1      |
|       | Dänemark               | -    | -      | 1      | 1      |
|       | Litauen                | -    | -      | 1      | 1      |